# Jean-Pierre Salignon
Jean-Pierre Salignon (Francia, 1 de enero de 1928 - 9 de marzo de 2012) fue un jugador de baloncesto francés. Consiguió dos medallas en competiciones internacionales con Francia.

## Equipos
- 1947-1948  Olympique Antibes
- 1948-1949  UA Marsella
- 1952-1953  Olimpique Marsella